# محمد المغيص
محمد المغيص ملحن سعودي، يعد من أحد رموز التلحين في المملكة العربية السعودية، ولد في القصيم عام 1378هـ، إلا أن مدينة جدة هي التي شكلت مسارات حياته الدراسية والفنية. ومن أشهر الأعمال التي لحنها أغنية (كل عام وأنتم بخير) للفنان طلال مداح.

## حياته
تزوج الملحن محمد المغيص عام 1408 هـ، وله من البنين إبراهيم وسلطان ومن البنات بشاير وسارة.

## مشوار
يعتير محمد المغيص من جيل الرواد الذين انضموا لـ الجمعية العربية السعودية للثقافة والفنون بجدة منذ تأسيسها في عام 1974 م، عازف كمان وعازف عود، إلاّ أن طموح هذا الفنان لم يتوقف، فقدم نفسه مطرباً في فترة من الفترات، ثم اتجه إلى التلحين، فكان أول لحن له مع الفنان محمد عمر في أغنية (متى ترجع ياغاي وتشوف بعينيك حالي) من كلمات الأمير عبد الله ين سعود بن سعد، وكان ذلك في عام 1394 هـ، ثم أتبعها بأعمال أخرى لـ الفنان محمد عمر، منها (أنت الأمل) لنفس الشاعر، ثم جمعته بـ الأمير فهد بن محمد أعمال عديدة بصوت محمد عمر وهي (قلبي يحبك) وأغاني رياضية ووطنية، كما جمعته أيضا مع محمد عمرأعمال من كلمات الأمير تركي بن عبد الرحمن وهي (قلبي صفالك) و(تهز يدها) و(حنا الربع والأهل والجيران)، وهناك أغنيات أخرى جمعتهما من كلمات الشاعر الغنائي نجيب بطيش وهي (مالك صاحب) و(وحد الله ياصائم) و(طالبك ياسيدي السماح) ومن تعاونه المكثف مع الفنان محمد عمر أيضا عمل بعنوان (صدفة -أو- ولا قلبي يحب الموعد اللي تركته للهوى صدفة) الذي كتبه الأمير بدر بن عبد المحسن، وسجل في عام 1978 م، وأعماله مع الفنان محمد عمر عديدة للغاية، حيث كان له نصيب الأسد من أعماله.
وجمعت محمد المغيص بالفنان علي عبد الكريم مجموعة من الأعمال منها (أول السور) من كلمات الأمير بدر بن عبد المحسن، غنى علي عبد الكريم ألحاناً أخرى للمغيص منها: (أقبل علينا الربيع) من كلمات نجيب بطيش، و(خلي الكلام) من كلمات طلال سريحان، و(مرحب هلا) من كلمات ياسين سمكري.
إلا أن تجربته مع الفنان الراحل طلال مداح، كانت محطة مهمة في مشواره الفني، حين كان لقائهما عبر أغنية (ياحول) من كلمات الأمير فهد بن محمد، بناء عن مبادرة من طلال مداح، بعد أن سبقت نجاحات المغيص هذا التعاون الذي أثمر عن نجاح مميز لهما، أتبعاه بعمل آخر لايقل نجاحاً عن الأول، إن لم يكن الأكثر حضوراً لدى المتلقي عبر أغنية (كل عام وأنتم بخير) من كلمات الأمير فهد بن محمد، كونها أغنية خاصة بالعيد، ولا تزال تسمع في الأعياد حتى يومنا هذا، وتوالت الأعمال بين طلال مداح والمغيص إلى تعاونا مجدداً في أغنية كانت إحدى الإضاءات الهامة في مشوار طلال مداح وهي أغنية (في خاطري شيء) من كلمات الأمير سعود بن خالد، التي سجلها المغيص عام 1403هـ.
شهد العام 1403هـ تعاوناً للمرة الأولى مع الفنان عبادي الجوهر عبر أغنية (كلميني وبالحكي لاتبخلين) من كلمات الأمير فيصل بن يزيد، ثم أغنية للجوهر من كلمات الأمير فهد بن محمد وهما (درب الهوى) و(ياما شكيت الحب)، أغنية (هذه رسالة) من كلمات إبراهيم خفاجي.
فكان من المساهمين في انطلاق الفنان عبد المجيد عبد الله في بداياته حين قدم له عددا من الأغنيات، وبعد ذلك تألق مع الفنان الكبير طلال مداح في أكثر من عمل من أبرزها أغنية (ياحول)و(في خاطري شيء) والأغنية الوطنية(سعوديين دستورنا شرع الله) تضاف إليها أغنية العيد(كل عام وأنتم بخير).
تشكل في الثمانينيات ثلاثي يتكون من الأمير فهد بن محمد بن سعود والملحن محمد المغيص والمطرب محمد عمر، فقدم هذا الثلاثي أعمالاً مميزة للساحة الفنية، ثم قدم عملاً مع الفنان التونسي الكبير لطفي بوشناق عن القضية الفلسطينية بعنوان (دم الشهيد) من كلمات فهد الطويرقي، وما لبث المغيص بعد ذلك أن قام بتلحين الأوبريت الوطني الخاص بـ مهرجان الجنادية بعنوان (عرين الأُسد) من كلمات الأمير خالد بن سعود الكبير فحقق هذا العمل حضورًا ملفتًا في هذا التجمع المهرجاني السنوي، ومن ثم شكل مع الأمير خالد بن سعود الكبير، ثنائياً، فقدما أعمالاً بأصوات عدد من الفنانين.

## أسماء أخرى لحن لها محمد المغيص
- محمد عبده
- عبد المجيد عبد الله
- عبد الله رشاد
- يحيى لبان
- ناصر الصالح
- ابتسام لطفي
- عودة العودة
- عزة مسعود
- رابح صقر
- راشد الفارس
- صالح خيري
- عزازي

عبادي الجوهر
- حسين قريش